# Liga ACB 2007-2008
La Liga ACB 2007-2008 è stata la 52ª edizione del massimo campionato spagnolo di pallacanestro maschile.
Il torneo si compone di diciotto formazioni, che si affrontano in un unico girone all'italiana con partite di andata e ritorno. Le prime otto si qualificano per i play-off per il titolo nazionale, disputati al meglio delle tre gare fino alle semifinali, con la prima e la terza in casa della meglio classificata al termine della stagione regolare. La finale, invece, è disputata al meglio delle cinque. Le ultime due retrocedono in Liga LEB.
Il TAU Cerámica, quarto al termine della stagione regolare, vince il suo secondo titolo nazionale in finale dei play-off sul Winterthur FC Barcelona, terzo dopo le trentaquattro giornate.
Alcuni importanti cambiamenti sono stati introdotti a partire da questa stagione:
- La prima classificata in regular season ha garantito l'accesso diretto in Eurolega
- I quarti di finale e le semifinali dei Playoff sono giocate al meglio delle 3 partite; la finale al meglio delle 5

## Risultati

### Stagione regolare
|     | Squadra                  | G  | V  | P  | PF    | PS    | Pt. | Qualificazione    |
| --- | ------------------------ | -- | -- | -- | ----- | ----- | --- | ----------------- |
| 1.  | Real Madrid              | 34 | 29 | 5  | 2.862 | 2.572 | 63  | playoffs          |
| 2.  | DKV Joventut Badalona    | 34 | 25 | 9  | 2.980 | 2.650 | 59  | playoffs          |
| 3.  | AXA FC Barcelona         | 34 | 24 | 10 | 2.617 | 2.524 | 58  | playoffs          |
| 4.  | TAU Cerámica             | 34 | 22 | 12 | 2.867 | 2.604 | 56  | playoffs          |
| 5.  | Pamesa Valencia          | 34 | 22 | 12 | 2.706 | 2.520 | 56  | playoffs          |
| 6.  | Iurbentia Bilbao Basket  | 34 | 21 | 13 | 2.597 | 2.507 | 55  | playoffs          |
| 7.  | Akasvayu Girona          | 34 | 21 | 13 | 2.726 | 2.685 | 55  | playoffs          |
| 8.  | Unicaja Málaga           | 34 | 17 | 17 | 2.721 | 2.648 | 51  | playoffs          |
| 9.  | Kalise Gran Canaria      | 34 | 16 | 18 | 2.682 | 2.689 | 50  |                   |
| 10. | Cajasol Sevilla          | 34 | 14 | 20 | 2.701 | 2.764 | 48  |                   |
| 11. | Ricoh Manresa            | 34 | 14 | 20 | 2.715 | 2.817 | 48  |                   |
| 12. | Polaris World Murcia     | 34 | 13 | 21 | 2.491 | 2.634 | 47  |                   |
| 13. | Alta Gestión Fuenlabrada | 34 | 13 | 21 | 2.542 | 2.671 | 47  |                   |
| 14. | MMT Estudiantes          | 34 | 12 | 22 | 2.561 | 2.694 | 46  |                   |
| 15. | CB Granada               | 34 | 12 | 22 | 2.629 | 2.761 | 46  |                   |
| 16. | ViveMenorca              | 34 | 12 | 22 | 2.567 | 2.755 | 46  |                   |
| 17. | Grupo Capitol Valladolid | 34 | 11 | 23 | 2.685 | 2.887 | 45  | retrocesse in LEB |
| 18. | Grupo Begar León         | 34 | 8  | 26 | 2.571 | 2.838 | 42  | retrocesse in LEB |

## Playoff
|  | Quarti di finale | Quarti di finale  | Quarti di finale |            |                | Semifinali        | Semifinali | Semifinali |  |  | Finali | Finali         | Finali |
|  |                  |                   |                  |            |                |                   |            |            |  |  |        |                |        |
|  | 1.               | Real Madrid       | 0                |            |                |                   |            |            |  |  |        |                |        |
|  | 8.               | Málaga            | 2                |            |                |                   |            |            |  |  |        |                |        |
|  | 8.               | Málaga            | 2                |            | 8.             | Málaga            | 0          |            |  |  |        |                |        |
|  |                  |                   |                  |            | 8.             | Málaga            | 0          |            |  |  |        |                |        |
|  |                  | 4.                | Saski Baskonia   | 2          |                |                   |            |            |  |  |        |                |        |
|  | 4.               | 4.                | Saski Baskonia   | 2          | Saski Baskonia | 2                 |            |            |  |  |        |                |        |
|  | 4.               |                   |                  |            | Saski Baskonia | 2                 |            |            |  |  |        |                |        |
|  | 5.               | Valencia          | 1                |            |                |                   |            |            |  |  |        |                |        |
|  |                  |                   |                  |            |                |                   |            |            |  |  | 4.     | Saski Baskonia | 3      |
|  |                  |                   | 3.               | Barcellona | 0              |                   |            |            |  |  |        |                |        |
|  | 2.               | Joventut Badalona | 2                |            |                |                   |            |            |  |  |        |                |        |
|  | 7.               | Girona            | 1                |            |                |                   |            |            |  |  |        |                |        |
|  | 7.               | Girona            | 1                |            | 2.             | Joventut Badalona | 0          |            |  |  |        |                |        |
|  |                  |                   |                  |            | 2.             | Joventut Badalona | 0          |            |  |  |        |                |        |
|  |                  | 3.                | Barcellona       | 2          |                |                   |            |            |  |  |        |                |        |
|  | 3.               | 3.                | Barcellona       | 2          | Barcellona     | 2                 |            |            |  |  |        |                |        |
|  | 3.               |                   |                  |            | Barcellona     | 2                 |            |            |  |  |        |                |        |
|  | 6.               | Bilbao Berri      | 0                |            |                |                   |            |            |  |  |        |                |        |

## Formazione vincitrice
| N° | Naz.                            | Ruolo | Sportivo        |  | Alt. |  |
| -- | ------------------------------- | ----- | --------------- |  | ---- |  |
| 5  | Argentina (bandiera)            | P     | Pablo Prigioni  |  | 193  |  |
| 6  | Spagna (bandiera)               | G     | Ander García    |  |      |  |
| 8  | Serbia (bandiera)               | G     | Igor Rakočević  |  | 191  |  |
| 9  | Spagna (bandiera)               | AP    | Sergi Vidal     |  | 198  |  |
| 10 | Croazia (bandiera)              | G     | Zoran Planinić  |  | 201  |  |
| 11 | Spagna (bandiera)               | AP    | Lucho Fernández |  |      |  |
| 12 | Bosnia ed Erzegovina (bandiera) | AG    | Mirza Teletović |  | 205  |  |
| 13 | Lituania (bandiera)             | AP    | Simas Jasaitis  |  | 203  |  |
| 21 | Brasile (bandiera)              | C     | Tiago Splitter  |  | 211  |  |
| 33 | Stati Uniti (bandiera)          | AP    | Pete Mickeal    |  | 199  |  |
| 45 | Stati Uniti (bandiera)          | C     | Will McDonald   |  | 209  |  |
|    | Spagna (bandiera)               | AG    | Martín Buesa    |  | 202  |  |
|    | Croazia (bandiera)              | All.  | Neven Spahija   |  |      |  |

## Statistiche
Punti
| Pos. | Squadra        | Nome                     | G  | Pts | PPG  |
| ---- | -------------- | ------------------------ | -- | --- | ---- |
| 1.   | Rudy Fernández | DKV Joventut             | 35 | 731 | 20,9 |
| 2.   | Joseph Gomis   | Grupo Capitol Valladolid | 34 | 612 | 18,0 |
| 3.   | Marc Gasol     | Akasvayu Girona          | 37 | 613 | 16,6 |
| 4.   | Rubén Douglas  | Pamesa Valencia          | 37 | 611 | 16,5 |
| 5.   | Carl English   | Kalise Gran Canaria      | 34 | 517 | 15,2 |

Rimbalzi
| Pos. | Squadra       | Nome             | G  | Reb. | RPG |
| ---- | ------------- | ---------------- | -- | ---- | --- |
| 1.   | Marc Gasol    | Akasvayu Girona  | 37 | 311  | 8,4 |
| 2.   | Frédéric Weis | Iurbentia Bilbao | 30 | 212  | 7,1 |
| 3.   | Felipe Reyes  | Real Madrid      | 31 | 211  | 6,8 |
| 4.   | Pete Mickeal  | TAU Cerámica     | 32 | 197  | 6,1 |
| 5.   | Chris Moss    | Vive Menorca     | 34 | 209  | 6,1 |

Assist
| Pos. | Squadra              | Nome             | G  | Ass. | APG |
| ---- | -------------------- | ---------------- | -- | ---- | --- |
| 1.   | Javier Rodríguez     | Ricoh Manresa    | 34 | 182  | 5,3 |
| 2.   | Juan Ignacio Sánchez | AXA FC Barcelona | 40 | 202  | 5,0 |
| 3.   | Shammond Williams    | Pamesa Valencia  | 34 | 170  | 5,0 |
| 4.   | Pablo Prigioni       | TAU Cerámica     | 41 | 175  | 4,3 |
| 5.   | Víctor Sada          | Akasvayu Girona  | 37 | 157  | 4,2 |

## Premi e riconoscimenti
- Liga ACB MVP:  Marc Gasol, Akasvayu Girona
- Liga ACB MVP finali:  Pete Mickeal, TAU Cerámica
- Giocatore rivelazione:  Mirza Teletović, TAU Cerámica
- Miglior allenatore:  Joan Plaza, Real Madrid
- Quintetto ideale:
  -  Ricky Rubio, DKV Joventut
  -  Marcelinho Huertas, Iurbentia Bilbao Basket
  -  Rudy Fernández, DKV Joventut
  -  Felipe Reyes, Real Madrid
  -  Marc Gasol, Akasvayu Girona